# Loriculus exilis
El lorículo exiguo (Loriculus exilis) es una especie de ave psittaciforme de la familia psittaculidae.
Es endémica de los bosques, manglares y otros hábitats boscosos de la isla indonesa de Célebes, cada vez es más raro y está amenazado por la pérdida de hábitat.

No tiene subespecies reconocidas.